# Lijst van Belgische Europarlementariërs
Dit is een lijst van huidige en gewezen leden van het Europees Parlement voor België, naargelang legislatuur. Sinds 1979 worden de Belgische Europarlementariërs rechtstreeks verkozen.

## 2024-2029
| Europees Parlementslid | Fractie       | Taalgroep  | Opmerkingen |
| ---------------------- | ------------- | ---------- | ----------- |
| Gerolf Annemans        | Vlaams Belang | Nederlands |             |
| Barbara Bonte          | Vlaams Belang | Nederlands |             |
| Tom Vandendriessche    | Vlaams Belang | Nederlands |             |
| Assita Kanko           | N-VA          | Nederlands |             |
| Kris Van Dijck         | N-VA          | Nederlands |             |
| Johan Van Overtveldt   | N-VA          | Nederlands |             |
| Wouter Beke            | CD&V          | Nederlands |             |
| Liesbet Sommen         | CD&V          | Nederlands |             |
| Bruno Tobback          | Vooruit       | Nederlands |             |
| Kathleen Van Brempt    | Vooruit       | Nederlands |             |
| Hilde Vautmans         | Open Vld      | Nederlands |             |
| Rudi Kennes            | PVDA-PTB      | Nederlands |             |
| Sara Matthieu          | Groen         | Nederlands |             |
| Benoît Cassart         | MR            | Frans      |             |
| Olivier Chastel        | MR            | Frans      |             |
| Sophie Wilmès          | MR            | Frans      |             |
| Estelle Ceulemans      | PS            | Frans      |             |
| Elio Di Rupo           | PS            | Frans      |             |
| Yvan Verougstraete     | Les Engagés   | Frans      |             |
| Marc Botenga           | PVDA-PTB      | Frans      |             |
| Saskia Bricmont        | Ecolo         | Frans      |             |
| Pascal Arimont         | CSP           | Duits      |             |

## 2019-2024
| Europees Parlementslid | Fractie       | Taalgroep  | Opmerkingen |
| ---------------------- | ------------- | ---------- | --- |
| Gerolf Annemans        | Vlaams Belang | Nederlands | |
| Tom Vandendriessche    | Vlaams Belang | Nederlands | Vervangt vanaf 2 juli 2019 Patsy Vatlet, die beslist om niet te zetelen.                                                   |
| Filip De Man           | Vlaams Belang | Nederlands | |
| Geert Bourgeois        | N-VA          | Nederlands | |
| Assita Kanko           | N-VA          | Nederlands | |
| Johan Van Overtveldt   | N-VA          | Nederlands | |
| Sara Matthieu          | Groen         | Nederlands | Vervangt vanaf 8 oktober 2020 Petra De Sutter, die minister in de Federale Regering werd.                                  |
| Tom Vandenkendelaere   | CD&V          | Nederlands | Vervangt vanaf 11 januari 2021 Kris Peeters, die ondervoorzitter van de Europese Investeringsbank wordt.                   |
| Cindy Franssen         | CD&V          | Nederlands | |
| Guy Verhofstadt        | Open Vld      | Nederlands | |
| Hilde Vautmans         | Open Vld      | Nederlands | |
| Kathleen Van Brempt    | sp.a          | Nederlands | Vanaf 21 maart 2021 Vooruit.                                                                                               |
| Marie Arena            | PS            | Frans      | |
| Marc Tarabella         | PS            | Frans      | Vervangt vanaf 2 juli 2019 Paul Magnette, die beslist om niet te zetelen. Zetelt vanaf 18 januari 2023 als onafhankelijke. |
| Olivier Chastel        | MR            | Frans      | |
| Frédérique Ries        | MR            | Frans      | |
| Philippe Lamberts      | Ecolo         | Frans      | |
| Saskia Bricmont        | Ecolo         | Frans      | |
| Benoît Lutgen          | cdH           | Frans      | Vanaf 12 maart 2022 Les Engagés.                                                                                           |
| Marc Botenga           | PTB-PVDA      | Frans      | |
| Pascal Arimont         | CSP           | Duits      | |

## 2014-2019
| Europees Parlementslid | Fractie       | Taalgroep  | Opmerkingen |
| ---------------------- | ------------- | ---------- | --- |
| Gerolf Annemans        | Vlaams Belang | Nederlands | |
| Ivo Belet              | CD&V          | Nederlands | |
| Lieve Wierinck         | Open Vld      | Nederlands | Vervangt vanaf 4 mei 2016 Philippe De Backer, die staatssecretaris in de Federale Regering wordt. De Backer zelf verving vanaf 1 juli 2014 Karel De Gucht, die besloot om niet te zetelen.      |
| Mark Demesmaeker       | N-VA          | Nederlands | |
| Anneleen Van Bossuyt   | N-VA          | Nederlands | Vervangt vanaf 8 januari 2015 Louis Ide, die algemeen secretaris van de N-VA wordt. |
| Hilde Vautmans         | Open Vld      | Nederlands | Vervangt vanaf 1 januari 2015 Annemie Neyts, die de nationale politiek verlaat. |
| Bart Staes             | Groen         | Nederlands | |
| Tom Vandenkendelaere   | CD&V          | Nederlands | Vervangt vanaf 6 november 2014 Marianne Thyssen, die lid van de Europese Commissie wordt. |
| Kathleen Van Brempt    | sp.a          | Nederlands | |
| Ralph Packet           | N-VA          | Nederlands | Vervangt vanaf 22 november 2018 Sander Loones, die minister in de Federale Regering werd. Loones verving vanaf 14 oktober 2014 Johan Van Overtveldt, die minister in de Federale Regering werd. |
| Helga Stevens          | N-VA          | Nederlands | |
| Guy Verhofstadt        | Open Vld      | Nederlands | |
| Marie Arena            | PS            | Frans      | |
| Hugues Bayet           | PS            | Frans      | |
| Gérard Deprez          | MR            | Frans      | |
| Philippe Lamberts      | Ecolo         | Frans      | |
| Louis Michel           | MR            | Frans      | |
| Frédérique Ries        | MR            | Frans      | |
| Claude Rolin           | cdH           | Frans      | |
| Marc Tarabella         | PS            | Frans      | |
| Pascal Arimont         | CSP           | Duits      | |

## 2009-2014
| Europees Parlementslid | Fractie       | Taalgroep  | Opmerkingen |
| ---------------------- | ------------- | ---------- | --- |
| Philip Claeys          | Vlaams Belang | Nederlands | Vervangt vanaf 14 juli 2009 Filip Dewinter, die beslist om niet te zetelen. |
| Ivo Belet              | CD&V          | Nederlands | |
| Philippe De Backer     | Open Vld      | Nederlands | Vervangt vanaf 7 september 2011 Dirk Sterckx, die de nationale politiek verlaat. |
| Mark Demesmaeker       | N-VA          | Nederlands | Vervangt vanaf 1 februari 2013 Frieda Brepoels, die burgemeester van Bilzen wordt en dit niet wil cumuleren met het mandaat van Europees Parlementslid. Brepoels verving vanaf 14 juli 2009 Bart De Wever, die verkoos om niet te zetelen. |
| Jean-Luc Dehaene       | CD&V          | Nederlands | Overlijdt op 15 mei 2014, maar wordt niet meer vervangen. |
| Annemie Neyts          | Open Vld      | Nederlands | |
| Bart Staes             | Groen         | Nederlands | |
| Marianne Thyssen       | CD&V          | Nederlands | |
| Kathleen Van Brempt    | sp.a          | Nederlands | |
| Frank Vanhecke         | Vlaams Belang | Nederlands | Zetelt vanaf 6 december 2011 als onafhankelijke. |
| Guy Verhofstadt        | Open Vld      | Nederlands | |
| Saïd El Khadraoui      | sp.a          | Nederlands | |
| Derk Jan Eppink        | LDD           | Nederlands | Vervangt vanaf 14 juli 2009 Jean-Marie Dedecker, die beslist om niet te zetelen. |
| Frédéric Daerden       | PS            | Frans      | |
| Véronique De Keyser    | PS            | Frans      | |
| Isabelle Durant        | Ecolo         | Frans      | |
| Philippe Lamberts      | Ecolo         | Frans      | |
| Louis Michel           | MR            | Frans      | |
| Frédérique Ries        | MR            | Frans      | |
| Anne Delvaux           | cdH           | Frans      | |
| Marc Tarabella         | PS            | Frans      | Vervangt vanaf 16 juli 2009 Jean-Claude Marcourt, die minister in de Waalse Regering wordt. |
| Mathieu Grosch         | CSP           | Duits      | |

## 2004-2009
| Europees Parlementslid | Fractie     | Taalgroep  | Opmerkingen |
| ---------------------- | ----------- | ---------- | --- |
| Philip Claeys          | Vlaams Blok | Nederlands | Vanaf 15 november 2004 Vlaams Belang. |
| Ivo Belet              | CD&V        | Nederlands | |
| Dirk Sterckx           | VLD         | Nederlands | Vervangt vanaf 20 juli 2004 Guy Verhofstadt, die beslist om niet te zetelen. |
| Frieda Brepoels        | N-VA        | Nederlands | Vervangt vanaf 20 juli 2004 Geert Bourgeois, die beslist om niet te zetelen. |
| Jean-Luc Dehaene       | CD&V        | Nederlands | |
| Annemie Neyts          | VLD         | Nederlands | |
| Bart Staes             | Groen       | Nederlands | |
| Marianne Thyssen       | CD&V        | Nederlands | |
| Mia De Vits            | sp.a        | Nederlands | |
| Frank Vanhecke         | Vlaams Blok | Nederlands | Vanaf 15 november 2004 Vlaams Belang. |
| Johan Van Hecke        | VLD         | Nederlands | Vervangt vanaf 20 juli 2004 Karel De Gucht, die beslist om niet te zetelen. |
| Saïd El Khadraoui      | sp.a        | Nederlands | |
| Koen Dillen            | Vlaams Blok | Nederlands | Vervangt vanaf 20 juli 2004 Filip Dewinter, die beslist om niet te zetelen. Vanaf 15 november 2004 Vlaams Belang.                                                               |
| Anne Van Lancker       | sp.a        | Nederlands | |
| Giovanna Corda         | PS          | Frans      | Vervangt vanaf 31 augustus 2007 Marc Tarabella, die minister in de Waalse Regering wordt. Tarabella verving vanaf 20 juli 2004 Michel Daerden, die besliste om niet te zetelen. |
| Véronique De Keyser    | PS          | Frans      | |
| Pierre Jonckheer       | Ecolo       | Frans      | |
| Philippe Busquin       | PS          | Frans      | Vervangt vanaf 20 juli 2004 Elio Di Rupo, die beslist om niet te zetelen. |
| Gérard Deprez          | MR          | Frans      | |
| Antoine Duquesne       | MR          | Frans      | Vervangt vanaf 20 juli 2004 Louis Michel, die beslist om niet te zetelen. |
| Frédérique Ries        | MR          | Frans      | |
| Raymond Langendries    | cdH         | Frans      | Vervangt vanaf 20 juli 2004 Joëlle Milquet, die beslist om niet te zetelen. |
| Alain Hutchinson       | PS          | Frans      | |
| Mathieu Grosch         | CSP         | Duits      | |

## 1999-2004
| Europees Parlementslid | Fractie     | Taalgroep  | Opmerkingen |
| ---------------------- | ----------- | ---------- | --- |
| Philip Claeys          | Vlaams Blok | Nederlands | Vervangt vanaf 16 juni 2003 Karel Dillen, die om gezondheidsredenen ontslag neemt. |
| Miet Smet              | CVP         | Nederlands | Vanaf 1 oktober 2001 CD&V. |
| Dirk Sterckx           | VLD         | Nederlands | |
| Nelly Maes             | VU-ID       | Nederlands | Vanaf 8 januari 2002 spirit. |
| Patsy Sörensen         | Agalev      | Nederlands | Zetelt vanaf 8 januari 2004 als onafhankelijke. |
| Ward Beysen            | VLD         | Nederlands | Vervangt vanaf 20 juli 1999 Annemie Neyts, die beslist om niet te zetelen. |
| Bart Staes             | VU-ID       | Nederlands | Vervangt vanaf 20 juli 1999 Bert Anciaux, die minister in de Vlaamse Regering wordt. Vanaf 8 januari 2002 Spirit. Stapt op 23 september 2002 over naar de Agalev-fractie, die vanaf 8 januari 2004 Groen! heet. |
| Marianne Thyssen       | CVP         | Nederlands | Vanaf 1 oktober 2001 CD&V. |
| Saïd El Khadraoui      | SP          | Nederlands | Vervangt vanaf 7 oktober 2003 Kathleen Van Brempt, die staatssecretaris in de Federale Regering wordt. Van Brempt zelf verving vanaf 13 januari 2000 Peter Bossu, die zich niet thuis voelde in zijn functie van Europees Parlementslid. Bossu zelf verving vanaf 20 juli 1999 Frank Vandenbroucke, die minister in de Federale Regering werd. |
| Willy De Clercq        | VLD         | Nederlands | |
| Johan Van Hecke        | CVP         | Nederlands | Vanaf 1 oktober 2001 CD&V. Stapt op 27 januari 2003 over naar de VLD-fractie. |
| Jan Dhaene             | Agalev      | Nederlands | Vervangt vanaf 1 september 2002 Luckas Van der Taelen, die uit de nationale politiek stapt. Stapt op 8 januari 2004 over naar de SP-fractie. |
| Koen Dillen            | Vlaams Blok | Nederlands | Vervangt vanaf 16 juni 2003 Frank Vanhecke, die lid wordt van de Belgische Senaat. |
| Anne Van Lancker       | SP          | Nederlands | |
| Jean-Maurice Dehousse  | PS          | Frans      | Vervangt vanaf 16 september 1999 Philippe Busquin, die lid wordt van de Europese Commissie. |
| Véronique De Keyser    | PS          | Frans      | Vervangt vanaf 25 september 2001 de overleden Jacques Santkin. Santkin verving vanaf 1 februari 2001 Freddy Thielemans, die burgemeester van Brussel werd. |
| Pierre Jonckheer       | Ecolo       | Frans      | |
| Olga Zrihen            | PS          | Frans      | Vervangt vanaf 6 april 2001 Claude Desama, die burgemeester van Verviers werd. |
| Gérard Deprez          | MCC         | Frans      | |
| Anne André-Léonard     | PRL         | Frans      | Vervangt vanaf 16 juni 2003 Daniel Ducarme, die lid wordt van de Kamer van volksvertegenwoordigers. |
| Jacqueline Rousseaux   | PRL         | Frans      | Vervangt vanaf 19 februari 2004 Frédérique Ries, die staatssecretaris wordt in de Federale Regering. |
| Michel Hansenne        | PSC         | Frans      | Vanaf 17 november 2003 cdH. |
| Paul Lannoye           | Ecolo       | Frans      | |
| Monica Frassoni        | Ecolo       | Frans      | |
| Mathieu Grosch         | CSP         | Duits      | |

## 1994-1999
| Europees Parlementslid | Fractie     | Taalgroep  | Opmerkingen                                                                                             |
| ---------------------- | ----------- | ---------- | --- |
| Karel Dillen           | Vlaams Blok | Nederlands | |
| Raphaël Chanterie      | CVP         | Nederlands | |
| Mimi Kestelijn-Sierens | VLD         | Nederlands | |
| Nelly Maes             | Volksunie   | Nederlands | Vervangt vanaf 16 oktober 1998 Jaak Vandemeulebroucke, die om persoonlijke redenen ontslag neemt.       |
| Magda Aelvoet          | Agalev      | Nederlands | |
| Annemie Neyts          | VLD         | Nederlands | |
| Leo Tindemans          | CVP         | Nederlands | |
| Marianne Thyssen       | CVP         | Nederlands | |
| Philippe De Coene      | SP          | Nederlands | Vervangt vanaf 19 juli 1994 Louis Tobback, die beslist om niet te zetelen.                              |
| Willy De Clercq        | VLD         | Nederlands | |
| Wilfried Martens       | CVP         | Nederlands | |
| Freddy Willockx        | SP          | Nederlands | |
| Frank Vanhecke         | Vlaams Blok | Nederlands | |
| Anne Van Lancker       | SP          | Nederlands | |
| Claude Desama          | PS          | Frans      | |
| Claude Delcroix        | PS          | Frans      | Vervangt vanaf 1 mei 1998 Raymonde Dury, die gouverneur van het arrondissement Brussel-Hoofdstad wordt. |
| José Happart           | PS          | Frans      | |
| Daniel Féret           | FN          | Frans      | |
| Gérard Deprez          | PSC         | Frans      | |
| Anne André-Léonard     | PRL         | Frans      | |
| Philippe Monfils       | PRL         | Frans      | Vervangt vanaf 25 oktober 1995 de overleden Jean Gol.                                                   |
| Fernand Herman         | PSC         | Frans      | |
| Paul Lannoye           | Ecolo       | Frans      | |
| Antoinette Spaak       | FDF         | Frans      | FDF vormt een gezamenlijke fractie met de PRL.                                                          |
| Mathieu Grosch         | CSP         | Duits      | |

## 1989-1994
| Europees Parlementslid      | Fractie     | Taalgroep  | Opmerkingen |
| --------------------------- | ----------- | ---------- | --- |
| Karel Dillen                | Vlaams Blok | Nederlands | |
| Raphaël Chanterie           | CVP         | Nederlands | |
| Karel De Gucht              | PVV         | Nederlands | Vanaf 1 januari 1993 VLD. |
| Jaak Vandemeulebroucke      | Volksunie   | Nederlands | |
| Paul Staes                  | Agalev      | Nederlands | |
| An Hermans                  | CVP         | Nederlands | |
| Leo Tindemans               | CVP         | Nederlands | |
| Marianne Thyssen            | CVP         | Nederlands | Vervangt vanaf 17 december 1991 Karel Pinxten, die lid wordt van de Kamer van volksvertegenwoordigers.                                                                    |
| Marc Galle                  | SP          | Nederlands | |
| Willy De Clercq             | PVV         | Nederlands | Vanaf 1 januari 1993 VLD. |
| Pol Marck                   | CVP         | Nederlands | |
| Lode Van Outrive            | SP          | Nederlands | |
| Marijke Van Hemeldonck      | SP          | Nederlands | |
| Claude Desama               | PS          | Frans      | |
| Claude Delcroix             | PS          | Frans      | Vervangt vanaf 17 december 1991 Elio Di Rupo, die lid wordt van de Belgische Senaat. Di Rupo verving vanaf 25 juli 1989 Anne-Marie Lizin, die besloot om niet te zetelen. |
| José Happart                | PS          | Frans      | |
| Raymonde Dury               | PS          | Frans      | |
| Gérard Deprez               | PSC         | Frans      | |
| Anne André-Léonard          | PRL         | Frans      | Vervangt vanaf 17 december 1991 François-Xavier de Donnea, die lid wordt van de Belgische Senaat.                                                                         |
| Jean Defraigne              | PRL         | Frans      | |
| Fernand Herman              | PSC         | Frans      | |
| Paul Lannoye                | Ecolo       | Frans      | |
| Brigitte Ernst de la Graete | Ecolo       | Frans      | |
| Ernest Glinne               | PS          | Frans      | |

## 1984-1989
| Europees Parlementslid      | Fractie   | Taalgroep  | Opmerkingen |
| --------------------------- | --------- | ---------- | --- |
| Lambert Croux               | CVP       | Nederlands | |
| Raphaël Chanterie           | CVP       | Nederlands | |
| Karel De Gucht              | PVV       | Nederlands | |
| Jaak Vandemeulebroucke      | Volksunie | Nederlands | |
| Paul Staes                  | Agalev    | Nederlands | |
| Rika De Backer              | CVP       | Nederlands | |
| Willy Kuijpers              | Volksunie | Nederlands | |
| Alfons Boesmans             | SP        | Nederlands | Vervangt vanaf 4 november 1985 Karel Van Miert, die lid wordt van de Kamer van volksvertegenwoordigers.                                                                                |
| Jef Ulburghs                | SP        | Nederlands | |
| August De Winter            | PVV       | Nederlands | |
| Pol Marck                   | CVP       | Nederlands | |
| Willy Vernimmen             | SP        | Nederlands | |
| Marijke Van Hemeldonck      | SP        | Nederlands | |
| Claude Desama               | PS        | Frans      | Vervangt vanaf 10 mei 1988 Anne-Marie Lizin, die staatssecretaris in de Federale Regering wordt.                                                                                       |
| Marcel Remacle              | PS        | Frans      | |
| José Happart                | PS        | Frans      | |
| Raymonde Dury               | PS        | Frans      | |
| Gérard Deprez               | PSC       | Frans      | |
| Anne André-Léonard          | PRL       | Frans      | Vervangt vanaf 12 november 1985 Daniel Ducarme, die lid wordt van de Kamer van volksvertegenwoordigers. Ducarme verving vanaf 24 juli 1984 Roger Nols, die besloot om niet te zetelen. |
| Michel Toussaint            | PRL       | Frans      | |
| Fernand Herman              | PSC       | Frans      | |
| François Roelants du Vivier | Ecolo     | Frans      | |
| Luc Beyer de Ryke           | PRL       | Frans      | |
| Ernest Glinne               | PS        | Frans      | |

## 1979-1984
| Europees Parlementslid | Fractie   | Taalgroep  | Opmerkingen                                                                                                   |
| ---------------------- | --------- | ---------- | --- |
| Lambert Croux          | CVP       | Nederlands | |
| Raphaël Chanterie      | CVP       | Nederlands | Vervangt vanaf 17 december 1981 Paul De Keersmaeker, die staatssecretaris in de Federale Regering wordt.      |
| Karel De Gucht         | PVV       | Nederlands | Vervangt vanaf 21 mei 1980 Herman Vanderpoorten, die minister in de Federale Regering wordt.                  |
| Jaak Vandemeulebroucke | Volksunie | Nederlands | Vervangt vanaf 12 februari 1981 Maurits Coppieters, die uit de nationale politiek stapt.                      |
| Jan Verroken           | CVP       | Nederlands | |
| Alphonsine Phlix       | CVP       | Nederlands | Vervangt vanaf 17 december 1981 Leo Tindemans, die minister in de Federale Regering wordt.                    |
| Marcel Vandewiele      | CVP       | Nederlands | |
| Karel Van Miert        | SP        | Nederlands | |
| Eric Van Rompuy        | CVP       | Nederlands | Vervangt vanaf 28 augustus 1981 de overleden Joris Verhaegen.                                                 |
| Jeanne Pauwelyn        | PVV       | Nederlands | Vervangt vanaf 17 december 1981 Willy De Clercq, die minister in de Federale Regering wordt.                  |
| Pol Marck              | CVP       | Nederlands | Vervangt vanaf 7 september 1981 de overleden Jaak Henckens.                                                   |
| Willy Vernimmen        | SP        | Nederlands | |
| Marijke Van Hemeldonck | SP        | Nederlands | Vervangt vanaf 31 januari 1982 Marcel Colla, die voltijds lid wordt van de Kamer van volksvertegenwoordigers. |
| Anne-Marie Lizin       | PS        | Frans      | |
| Lucien Radoux          | PS        | Frans      | |
| Ernest Glinne          | PS        | Frans      | |
| Raymonde Dury          | PS        | Frans      | Vervangt vanaf 31 maart 1982 Fernand Delmotte, die voltijds lid wordt van de Belgische Senaat.                |
| Pierre Deschamps       | PSC       | Frans      | Vervangt vanaf 21 mei 1980 Charles-Ferdinand Nothomb, die minister in de Federale Regering wordt.             |
| Antoinette Spaak       | FDF       | Frans      | FDF vormt een gemeenschappelijke fractie met RW.                                                              |
| André Damseaux         | PRL       | Frans      | |
| Fernand Herman         | PSC       | Frans      | |
| Paul-Henry Gendebien   | RW        | Frans      | RW vormt een gemeenschappelijke fractie met FDF.                                                              |
| Luc Beyer de Ryke      | PRL       | Frans      | Vervangt vanaf 11 juli 1980 Jean Rey, die de nationale politiek verlaat.                                      |
| Paul Vankerkhoven      | PSC       | Frans      | Vervangt vanaf 9 november 1982 de overleden Victor Michel.                                                    |

## 1977-1979
Tot in 1979 werden de Belgische Europarlementariërs aangesteld door de Kamer van volksvertegenwoordigers en de Senaat. Tussen 1952 en 1958 waren er 10 Europarlementsleden, waarvan 5 uit de Kamer en 5 uit de Senaat, en tussen 1958 en 1979 waren er 14 parlementsleden, waarvan 7 uit de Kamer en 7 uit de Senaat. Na de verkiezingen van 17 april 1977 werden volgende parlementsleden aangeduid:
| Europees Parlementslid | Fractie | Assemblee | Opmerkingen                                                    |
| ---------------------- | ------- | --------- | -------------------------------------------------------------- |
| Jaak Henckens          | CVP     | Kamer     | Vervangt vanaf 10 mei 1979 Alfred Bertrand, die ontslag neemt. |
| Maurice Dewulf         | CVP     | Senaat    |                                                                |
| Marcel Vandewiele      | CVP     | Senaat    |                                                                |
| Joris Verhaegen        | CVP     | Senaat    |                                                                |
| Paul De Keersmaeker    | CVP     | Kamer     |                                                                |
| Willy Calewaert        | BSP     | Senaat    |                                                                |
| Louis Vanvelthoven     | BSP     | Kamer     |                                                                |
| Paul De Clercq         | PVV     | Senaat    |                                                                |
| Fernand Delmotte       | PSB     | Senaat    |                                                                |
| Ernest Glinne          | PSB     | Kamer     |                                                                |
| Lucien Radoux          | PSB     | Senaat    |                                                                |
| Pierre Deschamps       | PSC     | Kamer     |                                                                |
| Guillaume Schyns       | PSC     | Kamer     |                                                                |
| André Damseaux         | PRLW    | Kamer     |                                                                |

## 1974-1977
Na de verkiezingen van 10 maart 1974 werden volgende parlementsleden aangeduid:
| Europees Parlementslid | Fractie | Assemblee | Opmerkingen                                                       |
| ---------------------- | ------- | --------- | ----------------------------------------------------------------- |
| Alfred Bertrand        | CVP     | Kamer     |                                                                   |
| Lucien Martens         | CVP     | Senaat    |                                                                   |
| Marcel Vandewiele      | CVP     | Senaat    |                                                                   |
| Paul De Keersmaeker    | CVP     | Kamer     |                                                                   |
| Willy Calewaert        | BSP     | Senaat    |                                                                   |
| Paul De Clercq         | PVV     | Kamer     |                                                                   |
| Georges Clerfayt       | FDF     | Kamer     | Vervangt vanaf 11 december 1975 Lucien Outers, die ontslag neemt. |
| Pierre Bertrand        | RW      | Senaat    |                                                                   |
| Fernand Delmotte       | PSB     | Senaat    |                                                                   |
| Ernest Glinne          | PSB     | Kamer     |                                                                   |
| Lucien Radoux          | PSB     | Kamer     |                                                                   |
| Pierre Deschamps       | PSC     | Senaat    |                                                                   |
| Guillaume Schyns       | PSC     | Kamer     | Vervangt vanaf 27 januari 1977 de overleden René Pêtre.           |
| Norbert Hougardy       | PL      | Senaat    |                                                                   |

## 1972-1974
Na de verkiezingen van 7 november 1971 werden volgende parlementsleden aangeduid:
| Europees Parlementslid | Fractie | Assemblee | Opmerkingen                                                                                        |
| ---------------------- | ------- | --------- | -------------------------------------------------------------------------------------------------- |
| Alfred Bertrand        | CVP     | Kamer     | |
| Lucien Martens         | CVP     | Senaat    | |
| Joris Verhaegen        | CVP     | Senaat    | Vervangt vanaf 13 juni 1973 Marcel Vandewiele, die staatssecretaris wordt in de Regering-Leburton. |
| Maurice Dewulf         | CVP     | Kamer     | |
| Piet Vermeylen         | BSP     | Senaat    | Vervangt vanaf 28 juni 1972 Jef Ramaekers, die ontslag neemt.                                      |
| Lucien Outers          | FDF     | Kamer     | |
| Marcel Thiry           | RW      | Senaat    | |
| Fernand Delmotte       | PSB     | Senaat    | Vervangt vanaf 28 februari 1973 Abel Dubois, die staatssecretaris wordt in de Regering-Leburton.   |
| Lucien Harmegnies      | PSB     | Kamer     | Vervangt vanaf 1 maart 1973 Ernest Glinne, die minister wordt in de Regering-Leburton.             |
| Lucien Radoux          | PSB     | Kamer     | |
| Charles Héger          | PSC     | Senaat    | |
| René Pêtre             | PSC     | Kamer     | |
| René Lefebvre          | PLP     | Kamer     | |
| Norbert Hougardy       | PLP     | Senaat    | |

## 1968-1972
Na de verkiezingen van 31 maart 1968 werden volgende parlementsleden aangeduid:
| Naam | Naam                            | Partij | Partij | Assemblee | Functie                       | Opmerking                                                                                      |
| ---- | ------------------------------- | ------ | ------ | --------- | ----------------------------- | ---------------------------------------------------------------------------------------------- |
|      | Laurent Merchiers (1904-1986)   |        | PVV    | Senaat    |                               |                                                                                                |
|      | Norbert Hougardy (1909-1985)    |        | PRL    | Senaat    |                               |                                                                                                |
|      | René Lefebvre (1893-1976)       |        | PRL    | Kamer     |                               |                                                                                                |
|      | Jacques Van Offelen (1916-2006) |        | PRL    | Kamer     |                               |                                                                                                |
|      | Albert De Gryse (1911-1996)     |        | CVP    | Kamer     | Van 1969-1970 ondervoorzitter |                                                                                                |
|      | Jozef Dupont (1907-1994)        |        | CVP    | Senaat    |                               | Vervangt vanaf 27 april 1971 de overleden Victor Leemans.                                      |
|      | Emiel De Winter (1902-1985)     |        | CVP    | Senaat    |                               |                                                                                                |
|      | Maurice Dewulf (1922-2008)      |        | CVP    | Kamer     |                               |                                                                                                |
|      | Léon Servais (1907-1975)        |        | PSC    | Senaat    |                               |                                                                                                |
|      | Alfred Califice (1916-1999)     |        | PSC    | Kamer     |                               |                                                                                                |
|      | Jef Ramaekers (1923-2004)       |        | BSP    | Senaat    |                               |                                                                                                |
|      | Lucien Radoux (1921-1985)       |        | PSB    | Kamer     |                               | Vervangt vanaf 29 november 1962 Georges Bohy, die minister wordt in de Regering-Lefèvre        |
|      | Ernest Glinne (1931-2009)       |        | PSB    | Kamer     |                               |                                                                                                |
|      | Alfred Scokaert (1921-2001)     |        | PSB    | Senaat    |                               | Vervangt vanaf 11 maart 1971 Fernand Dehousse, die minister wordt in de Regering-G. Eyskens V. |

## 1965-1968
Na de verkiezingen van 23 mei 1965 werden volgende parlementsleden aangeduid:
| Naam | Naam                              | Partij | Partij | Assemblee | Functie                                                                                     | Opmerking                                                                                              |
| ---- | --------------------------------- | ------ | ------ | --------- | ------------------------------------------------------------------------------------------- | --- |
|      | Laurent Merchiers (1904-1986)     |        | PVV    | Senaat    |                                                                                             | |
|      | Paul De Clercq (1919-1999)        |        | PVV    | Kamer     |                                                                                             | |
|      | Norbert Hougardy (1909-1985)      |        | PRL    | Senaat    |                                                                                             | |
|      | René Lefebvre (1893-1976)         |        | PRL    | Kamer     |                                                                                             | Vervangt vanaf 7 april 1966 Jacques Van Offelen, die minister wordt in de Regering-Vanden Boeynants I. |
|      | Henri Moreau de Melen (1902-1992) |        | PRL    | Senaat    |                                                                                             | |
|      | Albert De Gryse (1911-1996)       |        | CVP    | Kamer     |                                                                                             | |
|      | Jozef Dupont (1907-1994)          |        | CVP    | Kamer     |                                                                                             | |
|      | Victor Leemans (1901-1971)        |        | CVP    | Senaat    | Van 24 november 1965 tot 7 maart 1966 voorzitter van de Plenaire vergadering in Straatsburg | |
|      | Emiel De Winter (1902-1985)       |        | CVP    | Senaat    |                                                                                             | |
|      | René Pêtre (1911-1976)            |        | PSC    | Kamer     |                                                                                             | |
|      | Gustave Breyne (1914-1998)        |        | BSP    | Kamer     |                                                                                             | |
|      | Roger Toubeau (1900-1970)         |        | PSB    | Kamer     |                                                                                             | |
|      | Fernand Dehousse (1906-1976)      |        | PSB    | Senaat    |                                                                                             | Vervangt vanaf 29 maart 1966 Piet Vermeylen, die ontslag neemt.                                        |
|      | Léon-Eli Troclet (1902-1980)      |        | PSB    | Senaat    |                                                                                             | |

## 1961-1965
Na de verkiezingen van 26 maart 1961 werden volgende parlementsleden aangeduid:
| Naam | Naam                                 | Partij | Partij | Assemblee | Functie                            | Opmerking                                                                                       |
| ---- | ------------------------------------ | ------ | ------ | --------- | ---------------------------------- | ----------------------------------------------------------------------------------------------- |
|      | Charles Jacques Janssens (1898-1982) |        | PLP    | Kamer     | Ondervoorzitter Parlement tot 1962 |                                                                                                 |
|      | Norbert Hougardy (1909-1985)         |        | PLP    | Senaat    |                                    | Vervangt vanaf 29 mei 1964 de overleden Roger Motz                                              |
|      | Pierre De Smet (1892-1975)           |        | CVP    | Senaat    |                                    |                                                                                                 |
|      | Albert De Gryse (1911-1996)          |        | CVP    | Kamer     |                                    |                                                                                                 |
|      | Victor Leemans (1901-1971)           |        | CVP    | Senaat    |                                    |                                                                                                 |
|      | Jozef Dupont (1907-1994)             |        | CVP    | Kamer     |                                    |                                                                                                 |
|      | Jean Duvieusart (1900-1977)          |        | PSC    | Senaat    |                                    |                                                                                                 |
|      | René Pêtre (1911-1976)               |        | PSC    | Kamer     |                                    |                                                                                                 |
|      | August De Block (1893-1979)          |        | BSP    | Senaat    |                                    |                                                                                                 |
|      | Gustave Breyne (1914-1998)           |        | BSP    | Kamer     |                                    | Vervangt vanaf 5 maart 1964 Roger De Kinder, die provinciegouverneur van Oost-Vlaanderen wordt. |
|      | Fernand Dehousse (1906-1976)         |        | PSB    | Senaat    |                                    |                                                                                                 |
|      | Lucien Radoux (1921-1985)            |        | PSB    | Kamer     |                                    | Vervangt vanaf 29 november 1962 Georges Bohy, die minister wordt in de Regering-Lefèvre         |
|      | Roger Toubeau (1900-1970)            |        | PSB    | Kamer     |                                    |                                                                                                 |
|      | Léon-Eli Troclet (1902-1980)         |        | PSB    | Senaat    |                                    |                                                                                                 |

## 1958-1961
Bij de opening van de Europese Parlementaire Assemblee op 19 maart 1958 werden volgende parlementsleden aangeduid:
| Naam | Naam                                       | Partij | Partij          | Assemblee | Functie                   | Opmerking                                                                                  |
| ---- | ------------------------------------------ | ------ | --------------- | --------- | ------------------------- | ------------------------------------------------------------------------------------------ |
|      | Roger Motz (1904-1964)                     |        | Liberale Partij | Senaat    |                           | Vervangt vanaf 6 augustus 1958 Pierre Warnant, die ontslag neemt.                          |
|      | Charles Jacques Janssens (1898-1982)       |        | Liberale Partij | Kamer     | Ondervoorzitter Parlement |                                                                                            |
|      | Pierre De Smet (1892-1975)                 |        | CVP             | Senaat    |                           |                                                                                            |
|      | Alfred Bertrand (1913-1986)                |        | CVP             | Kamer     |                           |                                                                                            |
|      | Victor Leemans (1901-1971)                 |        | CVP             | Senaat    |                           |                                                                                            |
|      | Marguerite De Riemaecker-Legot (1913-1977) |        | CVP             | Kamer     |                           |                                                                                            |
|      | Jean Duvieusart (1900-1977)                |        | PSC             | Senaat    |                           |                                                                                            |
|      | Philippe le Hodey (1914-1966)              |        | PSC             | Kamer     |                           | Vervangt vanaf 31 juli 1958 Pierre Wigny, die minister in de Regering-G. Eyskens II wordt. |
|      | August De Block (1893-1979)                |        | BSP             | Senaat    |                           |                                                                                            |
|      | Roger De Kinder (1919-1984)                |        | BSP             | Kamer     |                           | Vervangt vanaf 31 juli 1958 Jozef Magé, die ontslag neemt.                                 |
|      | Dore Smets (1901-1976)                     |        | BSP             | Senaat    |                           |                                                                                            |
|      | Fernand Dehousse (1906-1976)               |        | PSB             | Senaat    |                           |                                                                                            |
|      | Arthur Gailly (1892-1974)                  |        | PSB             | Kamer     |                           |                                                                                            |
|      | Georges Bohy (1897-1972)                   |        | PSB             | Kamer     |                           |                                                                                            |

## 1952-1958
Bij de opening van de Assemblee van de Europese Gemeenschap voor Kolen en Staal op 13 september 1952 werden volgende parlementsleden aangeduid door de Kamer en de Senaat:
| Naam | Naam                         | Partij | Partij          | Assemblee | Opmerking |
| ---- | ---------------------------- | ------ | --------------- | --------- | --- |
|      | Roger Motz (1904-1964)       |        | Liberale Partij | Senaat    | |
|      | Théo Lefèvre (1914-1973)     |        | CVP             | Kamer     | |
|      | Pierre De Smet (1892-1975)   |        | CVP             | Senaat    | |
|      | Alfred Bertrand (1913-1986)  |        | CVP             | Kamer     | |
|      | Paul Struye (1896-1974)      |        | PSC             | Senaat    | |
|      | Pierre Wigny (1905-1986)     |        | PSC             | Kamer     | |
|      | August De Block (1893-1979)  |        | BSP             | Senaat    | Vervangt vanaf 8 november 1955 Nicolas Dethier, die ontslag neemt. Dethier verving vanaf 5 mei 1954 Piet Vermeylen, die minister werd in de Regering-Van Acker IV.                                 |
|      | Fernand Dehousse (1906-1976) |        | PSB             | Senaat    | |
|      | Arthur Gailly (1892-1974)    |        | PSB             | Kamer     | Vervangt vanaf 9 december 1954 Max Buset, die ontslag neemt. |
|      | Georges Bohy (1897-1972)     |        | PSB             | Kamer     | Vervangt vanaf 7 juni 1957 Hendrik Fayat, die minister wordt in de Regering-Van Acker IV. Fayat zelf verving vanaf 6 mei 1954 Paul-Henri Spaak, die ook minister werd in de Regering-Van Acker IV. |